# فرودگاه مرکزی (فیلم)
فرودگاه مرکزی (انگلیسی: Central Airport) فیلمی در ژانر درام به کارگردانی ویلیام ولمن و آلفرد گرین است که در سال ۱۹۳۳ منتشر شد. از بازیگران آن می‌توان به ریچارد بارتلمس، کلیر مکداول، چارلز لین، هری سی. بردلی، لستر دُر و جان وین اشاره کرد.